# Sophia Kianni
 (juin 2023).
Le contenu est difficilement compréhensible vu les erreurs de traduction, qui sont peut-être dues à l'utilisation d'un logiciel de traduction automatique.
Sophia Kianni, née le 13 décembre 2001, est une militante écologiste américaine spécialisée dans les médias et la stratégie. Elle est la fondatrice et la directrice exécutive de Climate Cardinals, une organisation internationale à but non lucratif dirigée par des jeunes qui travaille à traduire des informations sur le changement climatique dans plus de 100 langues. Elle représente les États-Unis en tant que plus jeune membre du Groupe consultatif de la jeunesse sur les changements climatiques du Secrétaire général des Nations unies. Elle travaille également en tant que stratège nationale pour Fridays for Future, porte-parole internationale d'Extinction Rebellion et coordinatrice des partenariats nationaux pour This is Zero Hour.

## Activisme

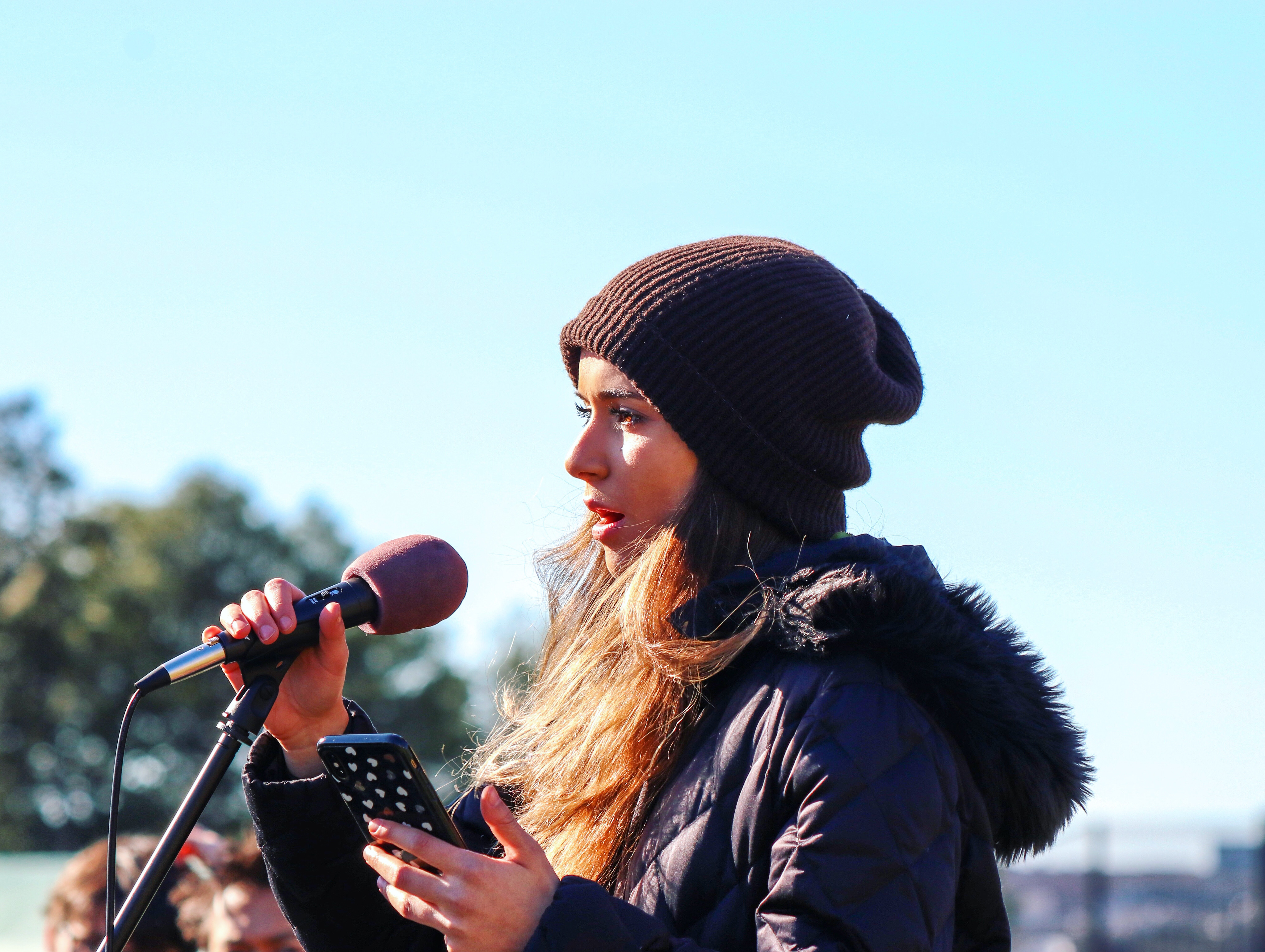
Kianni s'exprimant lors de la grève climatique du vendredi noir en 2019.

Kianni s'est intéressée à l'activisme climatique alors qu'elle était au collège à Téhéran, quand une nuit les étoiles ont été obscurcies par le smog, et c'était « un signal que notre monde se réchauffe à un rythme effrayant ». Plus tard, elle a rejoint le groupe de Greta Thunberg, Fridays for Future, et prend congé de la classe pour soutenir l'action contre le changement climatique. Elle a aidé à organiser la grève climatique du Black Friday 2019. En 2019, elle était stratège nationale pour Fridays for Future et coordonnatrice des partenariats nationaux pour Zero Hour, un autre groupe de défense de l'environnement,. 

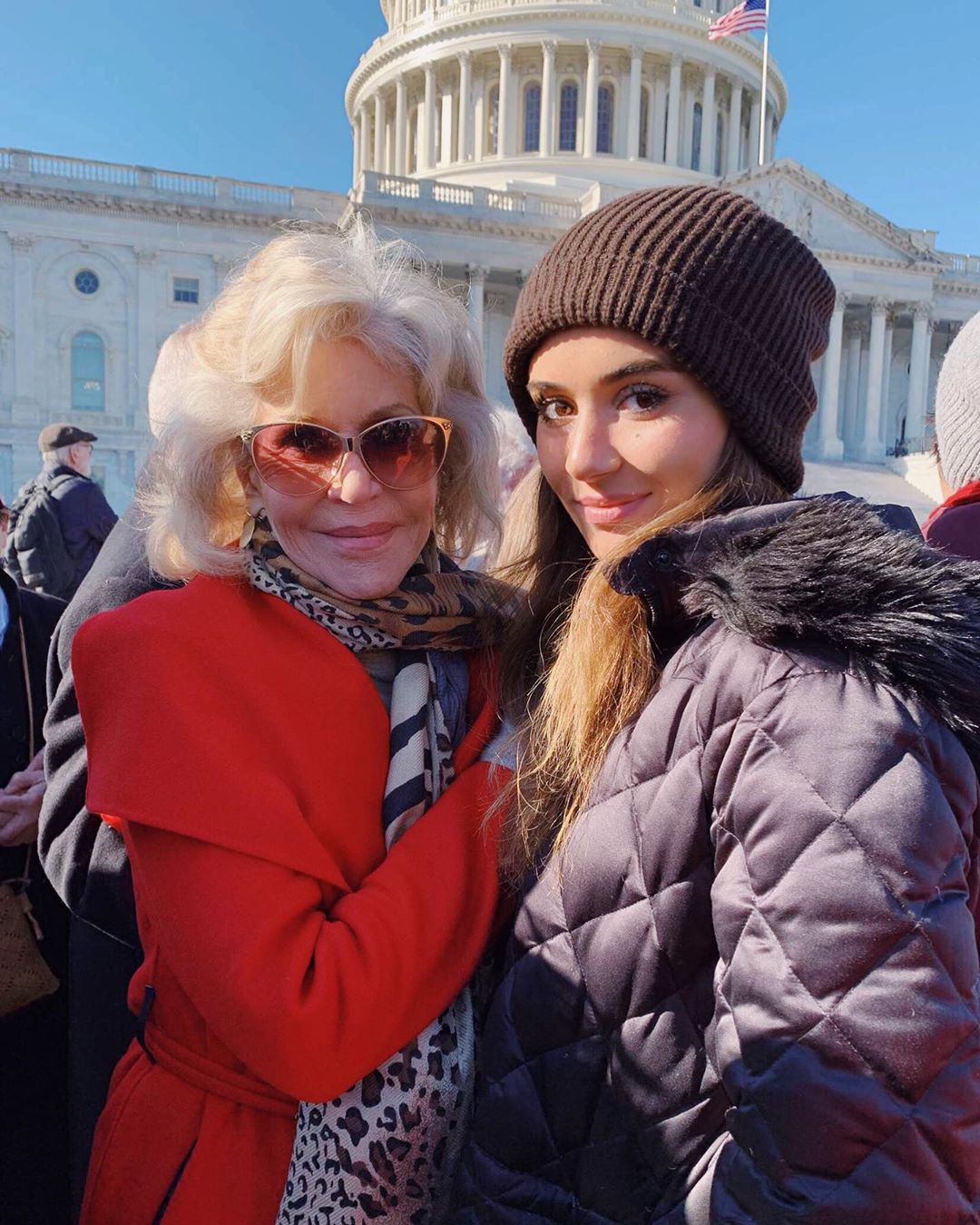
Jane Fonda (à gauche) et Kianni (à droite) à l'événement Fire Drill Fridays DC tenu en face du bâtiment du Capitole.

En novembre 2019, Kianni a sauté l'école pour rejoindre un groupe de manifestants organisé par Extinction Rebellion qui avait l'intention d'organiser une grève de la faim d'une semaine et un sit-in au bureau de la présidente de la Chambre des représentants Nancy Pelosi, à Washington, exigeant qu'elle prenne la parole. avec eux pendant une heure devant la caméra sur le changement climatique. Localement, il y avait environ une douzaine de participants ; à 17 ans, Kianni était la plus jeune et l'une des deux femmes,. Kianni n'était pas membre de XR et n'a participé qu'au premier jour du sit-in, mais a donné un discours préparé et des interviews à la presse, et a continué la grève de la faim à distance,. Kianni a écrit sur sa participation à la manifestation pour Teen Vogue. En février 2020, Kianni a été nommée porte-parole de Extinction Rebellion,.
Au printemps 2020, l'activisme physique de Kianni a été limité par la fermeture de l'école et les exigences de distanciation physique de la pandémie de Covid-19, et ses allocutions payantes prévues dans des collèges, notamment les universités de Stanford, Princeton et Duke, ont été remises à plus tard,. Kianni a pu continuer son militantisme à distance avec son discours à l'Université technologique du Michigan. En outre, Kianni a décidé d'accélérer le développement d'un site Web prévu, Climate Cardinals, qui traduirait les informations sur le changement climatique dans différentes langues. 
En juillet 2020, Kianni a été nommée par le Secrétaire général des Nations unies, António Guterres, à son nouveau Groupe consultatif de la jeunesse sur le changement climatique, un groupe de sept jeunes leaders du climat pour le conseiller sur l'action pour la crise climatique,. Kianni était le plus jeune du groupe, qui allait de 18 à 28 ans. Elle était la seule à représenter les États-Unis, et également la seule à représenter le Moyen-Orient et l'Iran,. 
En décembre 2020, Kianni a été nommée parmi les 20 Humains de 2020 Motherboard (en) du magazine Vice, pour avoir été le représentant américain du Groupe consultatif de la jeunesse des Nations unies sur le changement climatique et avoir créé les Climate Cardinals,,.

## Climate Cardinals
Climate Cardinalsen est une organisation internationale à but non lucratif dirigée par des jeunes, fondée par Kianni en 2020 pour offrir des informations sur le changement climatique dans toutes les langues. Il a été nommé d'après le cardinal rouge, l'oiseau de l'état de Virginie, et une métaphore pour l'information volant autour du monde,. Kianni a été inspirée par les années qu'elle a passées à traduire des articles en anglais sur le changement climatique en persan pour ses parents iraniens, alors que les médias iraniens couvraient à peine le sujet. Elle dit avoir remarqué que le contenu informatif sur le changement climatique est soit disponible uniquement en anglais, ou au mieux en chinois et en espagnol, ce qui les rend inaccessibles aux locuteurs d'autres langues. 
Climate Cardinals a été lancé en mai 2020, et 1 100 volontaires se sont inscrits pour devenir traducteurs le premier jour. Ils se sont également associés à Radio Javan, une radio de langue iranienne comptant plus de 10 millions d'adeptes, pour partager des graphiques et des traductions avec les Iraniens. Climate Cardinals est parrainé par l'International Student Environmental Coalition en tant qu'organisme à but non lucratif 501 (c) (3), qui permet aux étudiants qui participent à ses traductions de gagner des heures de service communautaire pour leur travail, soit en répondant aux exigences de l'école, soit en améliorant les candidatures à l'université. En août 2020, le groupe comptait plus de 5 000 bénévoles, âgés en moyenne de 16 ans. En décembre 2020, il comptait 8 000 bénévoles et des partenariats avec l'UNICEF et Traducteurs sans frontières. 

## Journalisme
Kianni a écrit un article de 2019 pour Teen Vogue sur la grève de la faim au bureau de Nancy Pelosi. En 2020, elle a écrit deux articles sur les effets du coronavirus, pour l'édition Moyen-Orient du magazine Cosmopolitan sur les effets sur la célébration de Norouz par sa famille élargie, et un autre pour Refinery29 sur les effets sur son emploi du temps quotidien en tant que militante pour le climat, qui a été largement référencé. Elle a écrit un article pour MTV News pour le 50e anniversaire du Jour de la Terre, qu'elle a aidé à coordonner. 

## Vie privée
Kianni vit avec sa famille à McLean, en Virginie,. Elle a étudié à Henry Wadsworth Longfellow Middle School, où son équipe[Quoi ?] a remporté l'Olympiade fédérale des sciences (en), et au lycée Thomas Jefferson pour la science et la technologie, où elle était demi-finaliste du programme national de bourses de mérite,.
Kianni a reçu une large attention des médias comme exemple d'une adolescente réagissant aux mesures de distanciation sociale liées à la pandémie COVID-19 : CNN, le magazine Time et le Washington Post ont écrit sur la façon dont elle et ses amis déplaçaient une interaction personnelle[Quoi ?] et même leur annulation physique[Quoi ?]. bal des finissants pour zoomer les chats vidéo et les vidéos TikTok,,,.[pas clair]